# Тамара (Луганская область)
Тамара (укр. Тамара) — посёлок, относится к Антрацитовскому району Луганской области Украины. Де факто — с 2014 года населённый пункт контролируется самопровозглашённой Луганской Народной Республикой.

## География
Соседние населённые пункты: город Петровское на севере, посёлки Степовое на северо-востоке, Ивановка на востоке, Софиевский и город Вахрушево на юге, посёлки Урожайное, Давыдовка, Грушёвое на западе, село Артёма на северо-западе.

## Общие сведения
Занимает площадь 0,12 км². Почтовый индекс — 94556. Телефонный код — 6431. Код КОАТУУ — 4420355902.

## Население
Население по переписи 2001 года составляло 51 человек.

## Местный совет
94653, Луганская обл., Антрацитовский р-н, пгт. Красный Кут, ул. 2-я Советская, 20